# Galeandra multifoliata
Galeandra multifoliata là một loài thực vật có hoa trong họ Lan. Loài này được W.Zimm. mô tả khoa học đầu tiên năm 1934.